# Самюель Кірквуд
Семюел Кірквуд (англ. Samuel Jordan Kirkwood; 20 грудня 1813, Харфорд, Меріленд — 1 вересня 1894, Айова-Сіті, штат Айова) — американський політичний діяч, двічі займав посаду губернатора штату Айова, обирався сенатором, а також займав посаду міністра внутрішніх справ США.

## Біографія
Семюель Кірквуд вивчав право, в 1843 році був прийнятий в колегію адвокатів, через два роки став окружним прокурором. У 1850 році взяв участь в засіданні представників, які прийняли конституцію штату Огайо. Пізніше був обраний на пост губернатора штату Айова.
Пішов у відставку зі своєї посади в 1865 році, і був призначений президентом Авраамом Лінкольном послом в Данію. У 1866 році він змінив в Сенаті Сполучених Штатів Джеймса Харлан. У 1875 році він знову отримав пост губернатора штату Айова, в 1876 був обраний до Сенату, і займав цей пост до 1880 року, коли президент Джеймс Гарфілд призначив його міністром внутрішніх справ; на цей посаді він перебував до 1885 року.